# 10185 Гауді
10185 Гауді (10185 Gaudi) — астероїд головного поясу, відкритий 18 квітня 1996 року.
Тіссеранів параметр щодо Юпітера — 3,379.